# 唐納德·麥克林
唐納德·麥克林（英語： 1913年5月25日—1983年3月6日）是一位英国外交官。

## 生平
曾任英国外交官、英國駐美國大使館辦公室主任兼英美核武器項目協調員、苏联剑桥五人组之一的著名双重间谍。